# Anarcs
Anarcs là một thị trấn thuộc hạt Szabolcs-Szatmár-Bereg, Hungary. Thị trấn này có diện tích 17,06 km², dân số năm 2010 là 1951 người, mật độ 114 người/km².